# Frankenlust Township
Frankenlust Township ist eine Township, die zum Bay County im US-Bundesstaat Michigan gehört. Das U.S. Census Bureau hat bei der Volkszählung 2020 eine Einwohnerzahl von 3672 ermittelt.

## Geographie
Frankenlust Township grenzt an Bay City und liegt westlich des Saginaw River und südlich der Saginaw Bay des Huronsees.

## Gliederung
Zu der Township gehören 4 gemeindefreie Orte:
- Amelith
- Brooks
- Frankenlust
- University Center

## Geschichte

### Frankenlust
Die Gründung von Frankenlust als Siedlungskolonie erfolgte 1848 durch den von Ludwig Adolf Petri entsandten Pastor Ferdinand Sievers (1816–1893), dessen Ziehvater Philipp Heinrich Friedrich Sievers war, und 14 Immigranten aus Franken. Sie bauten Blockhütten und die evangelisch-lutherische St.-Paul-Kirche und bearbeiteten das Land für die landwirtschaftliche Nutzung. Die erste Kirche wurde 1849 im Stil einer Blockhütte fertiggestellt. Sie wurde 1857 durch einen Holzrahmenbau ersetzt. Der Ort wurde anfangs der Kochville Township zugeordnet. 1880 wurden die Grenzen des Countys geändert, so dass der Ort fortan zum Bay County statt zum Saginaw County gehörte. Auf Bitten der Siedler wurde der Ort ab 1881 Frankenlust Township genannt. Das Verwaltungsgebäude wurde 1977 fertiggestellt. Im Jahr 2000 lebten 2530 Personen in Frankenlust Township, davon rund 96 % Weiße.

### Amelith
In der Nähe von Frankenlust wurde 1848 Amelith gegründet, indem der Schwiegervater des Pastors von Frankenlust, Friedrich Carl Ludwig Koch, dort rund 2000 Acre Land kaufte, die dann besiedelt wurden. Die Siedler stammten aus Kochs Umfeld. Pastor Sievers gründete dort 1851/52 die ev.-luth. Johanneskirche und heiratete Kochs Tochter Caroline. Nach Kochs familiären Beziehungen zu Amelith wurde das so entstandene Dorf Amelith benannt. Dazu wurde dort 2014 eine Gedenktafel angebracht. Von 1894 bis 1901 hatte Amelith ein eigenes Postbüro. Eine örtliche Kohlenmine wurde um 1900 geschlossen, wodurch der Ort den ländlichen Charakter behielt.

### Brooks
Brooks wurde 1894 von einer Eisenbahngesellschaft als Haltestelle eingerichtet.

### University Center
Dazu gehören das 1961 gegründete Delta College und die 1963 als College gegründete, 1987 ausgebaute Saginaw Valley State University.

## Sehenswürdigkeiten
- Kirche St. Paul, Frankenlust. Die Kirche wurde 1905 geweiht und löste die vorherige ab, die 1857 im Holzrahmenbau errichtet wurde.[10] Aus dieser vorherigen stammen Altar, Kanzel und Taufbecken. Der Kirchturm wurde 1984 vom Blitz getroffen, sodass Dach, Glockenstuhl und Orgel zerstört wurden und die Reparaturen bis 1986 dauerten.[11] Sie hat einen kreuzförmigen Grundriss.[12]
- Kirche St. John, Amelith. Die Kirche wurde 1870 im Holzrahmenbau im neugotischen Stil errichtet. Sie ersetzte eine zuvor als Kirche genutzte Blockhütte. Ein Umbau wurde 1912 abgeschlossen, ein Anbau 1997.[7] Die Gemeinde ist Mitglied der Lutheran Church – Missouri Synod.[13]